# Ali Sowe
Ali Sowe (* 14. Juni 1994 in Banjul) ist ein gambischer Fußballspieler auf der Position des Stürmers, der aktuell als Leihspieler des FK Rostow bei Çaykur Rizespor unter Vertrag steht.

## Karriere

### Vereinskarriere
Sowe wechselte 2013 von seinem Jugendverein Gamtel FC in die U-19-Mannschaft von Chievo Verona. Von dort aus wurde er im Sommer desselben Jahres für eine Saison an die SS Juve Stabia ausgeliehen. In 35 Spielen konnte Sowe fünf Tore erzielen, was seinen Marktwert auf 800 Tausend Eure an. Zu Beginn der nächsten Saison wurde er an Delfino Pescara 1936, wo er in der ersten Saisonhälfte acht Spiele bestritt. Zur zweiten Saisonhälfte wurde er an Latina Calcio ausgeliehen, für die er im Rest der Saison 13 Mal auflief.
Für die erste Hälfte der Saison 2015/16 wurde Sowe an FC Modena ausgeliehen, bei denen er acht Spiele bestritt. In der zweiten Hälfte wurde er an den US Lecce ausgeliehen, für die er in neun Spielen einmal traf. In der ersten Hälfte der nächsten Saison wurde er an den AC Prato ausgeliehen, wo er 15 Spiele bestritt. In der zweiten Hälfte wurde er an US Vibonese Calcio ausgeliehen, wo er in 18 Spielen sechs Mal traf.
In der Saison 2017/18 wurde er an den albanischen Club KF Skënderbeu Korça ausgeliehen. Er lief in 33 von 36 Spielen auf und schoss 21 Tore. Am Ende der Saison gewann er mit seinem Verein die Meisterschaft, Sowe selbst wurde Torschützenkönig.
Dennoch wurde er für die Saison 2018/19 an ZSKA Sofia ausgeliehen, wo er in seinen ersten drei Spielen ein Tor schoss. Zur Winterpause verpflichtete ihn die ZSKA vollständig. Nach 33 Saisoneinsätzen und 17 Toren wurde er mit ZSKA Zweiter der Liga hinter Ludogorez Rasgrad. Damit konnte man sich die Europa-League-Qualifikation sichern, in der man jedoch in der dritten Runde ausschied. Sowe spielte wettbewerbsübergreifend 41 Mal, wobei ihm 16 Tore und fünf Vorlagen gelangen. Nachdem er sich mit seinem Team in der Folgesaison über die Qualifikation für die Europa League qualifizieren konnte, traf Sowe gegen die Roma am letzten Spieltag der Gruppenphase doppelt und sein Team gewann 3:1. Bis Mitte Februar 2021 spielte er 16 Ligaspiele und traf dabei achtmal.
Bis zum Saisonende wurde er daraufhin zum russischen Erstligisten FK Rostow verliehen. Bei seinem Mannschaftsdebüt am 27. Februar 2021 (20. Spieltag) sicherte er seinem neuen Arbeitgeber ein 2:2-Unentschieden durch einen Doppelpack. Zum Saisonende wechselte er für 3 Millionen Euro ganz nach Rostow, wo er in der Saison 2021/22 zu weiteren Einsätzen kam. Für die Saison 2022/34 lieh ihn der Verein zum türkischen Erstligisten MKE Ankaragücü aus.

### Nationalmannschaft
Am 10. August 2011 debütierte er im Alter von 17 Jahren für die gambische Nationalmannschaft. Bis 2013 kam er auf insgesamt fünf Einsätze.